# Charlotte Abramow
Charlotte Abramow (* 30. September 1993 in Brüssel) ist eine belgische Fotografin und Filmemacherin.

## Leben
Im Alter von 16 Jahren wurde Abramow während eines Praktikums bei den Rencontres d’Arles 2010 von dem Fotografen Paolo Roversi entdeckt.
Im Jahr 2011 verfasste Roversi einen Artikel über ihre Fotos mit dem Titel La fragilité et l’âme d’une guerrière (Die Zerbrechlichkeit und Seele einer Kriegerin), der im Polka Magazine veröffentlicht wurde.
Charlotte Abramow besuchte ab 2013 die École des Gobelins in Paris, die sie 2015 mit einem Diplom abschloss.
2017 und 2018 drehte sie Videoclips zu den Chansons La Loi de Murphy und Je veux tes yeux ihrer Landsfrau Angèle.
2018 kreierte sie im Rahmen des Internationalen Frauentags einen Clip, in dem sie das Lied Les Passantes von Georges Brassens verwendete. Die metaphorische Darstellung von Vulven und Menstruation in dem Clip veranlasste das Videoportal YouTube, eine Altersbeschränkung von 18 Jahren einzuführen. Diese Einstufung wurde später nach Protesten von Internetnutzern zurückgenommen.
Sie arbeitete an einem Bildband rund um ihren Vater Maurice, der eine Krebserkrankung überlebt hatte. Das Buch mit dem Titel Maurice, Tristesse et rigolade (Maurice, Traurigkeit und Spaß) erschien im November 2018.
2019 drehte sie ein neues Videoclip für Angèle zum Titel Balance ton quoi.

## Fotografisches Werk
- 2014: The Real Boobs
- 2015: Metamorphosis (in Zusammenarbeit mit dem Pflanzenplastiker Duy Anh Nhan Duc)
- 2015: Bleu (Exhibition Magazine)
- 2016: Dear Mother
- 2017: They Love Trampoline
- 2017: Angèle (Albumcover)
- 2017: Un spectacle drôle, Show der Komikerin Marina Rollman (auch künstlerische Leitung)
- 2018: Maurice, Tristesse et rigolade[11]
- 2018: Find Your Clitoris[13]

## Filmographie

### Clips
- 2017: La Loi de Murphy von Angèle
- 2018: Je veux tes yeux von Angèle
- 2018: Les Passantes  von Georges Brassens
- 2019: Balance ton quoi von Angèle
- 2022: Clit Is Good von Suzane

### Fernsehen
- 2021: H24 (Fernsehserie) – Episode 6, „Le Cri défendu“(Der verbotene Schrei)

## Preise und Auszeichnungen
- 2011: Publikumspreis beim Weekend Photo Awards
- 2014: Erster Preis beim Picto Fashion Photography Award[14]
- 2015: Rencontres d'Arles, Finalistin bei den Photo Folio Review Awards[15]
- 2017: Rencontres d'Arles, Mention spéciale für das Projekt Maurice bei den Photo Folio Review Awards[15][16]